# Can Salvà (Palau-solità i Plegamans)
Can Salvà és una obra de Palau-solità i Plegamans (Vallès Occidental) inclosa a l'Inventari del Patrimoni Arquitectònic de Catalunya.

## Descripció
És una casa de planta rectangular de tipus ciutat-jardí. La teulada, a quatre vessants, és de teula àrab i ràfec en voladís, amb un tractament formal i plàstic de línies clàssiques. Els cavallets dels quatre vessants del sostre, van ser construïts a terra i pujats després amb una grua, cosa inusual a l'època.
A la façana principal trobem la porta flanquejada per dues grans finestres d'arc rebaixat. Per sobre hi ha una motllura que recorre tota la casa i separa la planta baixa de la resta de l'edifici. Al primer pis hi ha dues finestres d'arc rebaixat i al centre una escena esgrafiada que representa un pescador i un caçador, possiblement activitats típiques de la contrada o aficions del propietari de la casa. A les golfes trobem un òcul flanquejat de dues petites finestres. En tota la façana es poden apreciar decoracions d'esgrafiat representant corns de l'abundància i gerros amb elements florals; a les cantoneres, la mateixa tècnica imita el disseny de pedres cantoneres: dibuixos en rectangle amb alternança d'elements romboïdals. Aquesta decoració la trobem a les quatre façanes.
A la façana de migdia, a la planta baixa, es pot veure la porta emmarcada per dos grans finestrals. Al primer pis hi ha una obertura d'arc rebaixat que dona a una gran balconada que ocupa tot l'ample de la façana i en un costat un rellotge de sol esgrafiat. Al tercer pis es pot veure una finestra rectangular. Al interior de la casa, tot està fet amb fusta de melis.
L'aspecte global d'aquesta casa exemplifica la incidència dels gustos clàssics sota l'esperit nacionalista que dominava en el moviment noucentista.